# Fodtennis
Fodtennis er en sportsgren, der har oprindelse i 1920'ernes Centraleuropa. Boldspillet spilles både indendørs og udendørs på en bane delt af et lavt net. Der er to hold, hvert hold med en, to eller tre spillere. Holdene prøver at score et point ved at ramme bolden med en del af kroppen, undtagen armene. Det gælder om at få bolden over på modstanderens banehalvdel på en måde, hvor det bliver svært eller umuligt at returnere bolden tilbage over nettet. 
Fodtennis er en sport der kan dyrkes af alle uanset alder, køn og størrelse. Spillet er især udbredt i Østeuropa, mens det i Danmark kendes mest som et supplement til den tekniske træning i fodboldklubberne. I Danmark dyrkes fodtennis dog også som selvstændig sport. Danmarks største fodtennisklub hedder Virum/Lyngby Lions SV, og har som de første formået at skabe stemning og glæde omkring fodtennis. 
Fodtennis spilles i dag over store dele af verden, og de to internationale organisationer FIFTA (Federation International Football Tennis Association) og UNIF (Union Internationale de Futnet) rummer medlemmer fra hele verden.

## Historie
Fodtennissporten eksistens i Danmark kan spores tilbage til 1941, hvor unge drenge spillede for sjov på fodboldbanerne ved Rønne Boldklub. I mange år blev det spillet for sjov rundt i landet med forskellige regler typisk over et fodboldmål, en snor eller andet. Det var dog først mange år senere, at fodtennissporten blev organiseret i Danmark. Den første fodtennisforening i Danmark blev oprettet i København i 2009, og i flere år var Københavns Fodtennis- og Idrætsforening (KFIF) omdrejningspunktet for udviklingen af fodtennis i Danmark. Med KFIF’s udviklingsarbejde skete en markant stigning i forhold til interessen for fodtennissporten, og Fodtennis Danmark blev derfor dannet i 2015 med et ønske om at brede sporten mere ud i hele landet. Det mere strukturerede arbejde med stævner og turneringer i Danmark samt øget talent- og elitearbejde har sat de danske fodtennislandshold helt til tops på verdensplan.  
Efter Fodtennis Danmarks opstart kom forbundets anden forening hurtigt på banen, nemlig ØKSE i Aarhus. 
Det var først i starten af 2019, at der virkelig blev sat skub i udviklingen. Med en millionstøtte fra Nordea-fonden voksede fodtennissporten på et halvt år fra 2 til 7 foreninger (august 2019). En opdateret liste med fodtennisklubber i Danmark kan findes på Fodtennis Danmarks hjemmeside.
Det største og næststørste arrangement i dansk fodtennishistorie, blev afholdt af Virum/Lyngby Lions SV, nemlig DM i Virum i feburar 2020 med op mod 100 tilstedeværende samt Lions-dag i august 2019 med 70 deltagende.
| 2018 | VM: Bronze i single (dame)       |
|      | VM: Bronze i double (dame)       |
|      | VM: Bronze i triple (dame)       |
| 2017 | EM: Bronze i triple (dame)       |
|      | EM: Bronze i single (dame)       |
|      | EM: Bronze i triple (mix senior) |
|      | EM: Sølv i double (mix senior)   |
|      | EM: Slutrundens Fair Play Nation |
| 2016 | VM: Sølv i triple (dame)         |
|      | VM: Sølv i double (dame)         |
|      | VM: Bronze i single (dame)       |
|      | VM: Slutrundens Fair Play Nation |
| 2015 | EM: Sølv i triple (dame)         |
|      | EM: Bronze i single (dame)       |

## Regler
I dag spilles fodtennis over net i en højde af 1,1 meter.
- Single: Én spiller, op til to berøringer, en bounce (en berøring på gulvet). Hver banehalvdel måler 9 x 6,4 meter.

- Double: To spillere, op til tre berøringer (dog maks en berøring i træk af samme spiller). En bounce hos mænd og to bounce hos kvinder/juniorer. Hver banehalvdel måler 9 x 6,4 meter.

- Triple: Tre spillere, op til tre berøringer (dog maks en berøring i træk af samme spiller). En bounce hos mænd og to bounce hos kvinder/juniorer. Hver banehalvdel måler 9 x 9 meter.[1]

Det fulde reglement kan findes på Fodtennis Danmarks' hjemmeside (se ekstern henvisning).